# Adrian Maben
Adrian Maben (1942) è un regista scozzese naturalizzato francese.
È noto per aver diretto il film Pink Floyd: Live at Pompeii e per aver girato una serie di documentari su alcuni artisti. 
Essendo la sua figura legata al celebre film-concerto dei Pink Floyd nonché alla stessa Pompei, che egli stesso ha dichiarato di visitare periodicamente, nel luglio 2015 ha ricevuto la cittadinanza onoraria della città per meriti artistici, vi viene spesso invitato come ospite di eventi dedicati al gruppo inglese e parla discretamente l'italiano.

## Filmografia

### Regista
- Pink Floyd: Live at Pompeii (1972), film musicale sui Pink Floyd
- Monsieur René Magritte (1978)
- Le Grand escalator (1987), documentario sul "Centre Pompidou"
- Helmut Newton: Frames from the Edge (1989)
- Riviera (1991), serie televisiva
- Hieronymus Bosch (2003), documentario

### Attore
- Mao et la Chine (2006)